# Associazione Sportiva Acireale 2005-2006
Questa voce raccoglie le informazioni riguardanti l'Associazione Sportiva Acireale nelle competizioni ufficiali della stagione 2005-2006.

## Stagione
La squadra chiude il campionato di Serie C1 2005-2006 al 14º posto e perde i play-out contro la Juve Stabia.
A fine stagione la società viene messa in liquidazione.

## Rosa
| N. |                   | Ruolo | Calciatore                 |
| -- | ----------------- | ----- | -------------------------- |
|    | Italia (bandiera) | P     | Alex Cordaz                |
|    | Italia (bandiera) | P     | Luciano Corona             |
|    | Italia (bandiera) | P     | Simone Deliperi            |
|    | Italia (bandiera) | P     | Alberico Forcellati        |
|    | Italia (bandiera) | D     | Giuseppe Cocuzza           |
|    | Italia (bandiera) | D     | Palmiro Di Dio             |
|    | Italia (bandiera) | D     | Mauro Facci                |
|    | Italia (bandiera) | D     | Alessandro Farina          |
|    | Italia (bandiera) | D     | Rosario Leonardi           |
|    | Italia (bandiera) | D     | Devis Nossa                |
|    | Italia (bandiera) | D     | Antonio Orefice (capitano) |
|    | Italia (bandiera) | D     | Marco Paolacci             |
|    | Italia (bandiera) | D     | Giuseppe Quintoni          |
|    | Italia (bandiera) | D     | Giancarlo Rapetti          |
|    | Italia (bandiera) | D     | Mario Terracciano          |
|    | Italia (bandiera) | C     | Fabrizio Biava             |
|    | Italia (bandiera) | C     | Giovanni Castiglione       |

| N. |                      | Ruolo | Calciatore            |
| -- | -------------------- | ----- | --------------------- |
|    | Italia (bandiera)    | C     | Danilo Coppola        |
|    | Italia (bandiera)    | C     | Girolamo D'Alessandro |
|    | Italia (bandiera)    | C     | Daniele Fortunato     |
|    | Francia (bandiera)   | C     | Gaël Genevier         |
|    | Italia (bandiera)    | C     | Gaetano Mancino       |
|    | Colombia (bandiera)  | C     | Jaime Leon Merito     |
|    | Italia (bandiera)    | C     | Massimo Miccoli       |
|    | Italia (bandiera)    | C     | Francesco Patanè      |
|    | Italia (bandiera)    | C     | Christian Scarlato    |
|    | Italia (bandiera)    | C     | Leandro Vitiello      |
|    | Argentina (bandiera) | A     | Luis Alfageme         |
|    | Italia (bandiera)    | A     | Renato Del Chiaro     |
|    | Italia (bandiera)    | A     | Roberto De Palma      |
|    | Marocco (bandiera)   | A     | Muolaij Hicham Miftah |
|    | Italia (bandiera)    | A     | Francesco Nieto       |
|    | Italia (bandiera)    | A     | Giuseppe Giglio       |

## Organigramma societario
Area tecnica
- Allenatore: Guido Ugolotti
- Allenatore in seconda: Davide Argenio

Area sanitaria
- Medico sociale: Antonino Licciardello

## Risultati

### Serie C1

#### Girone di andata
| 28 agosto 2005 1ª giornata | Acireale | 0 – 2 | Napoli |  |

| 4 settembre 2005 2ª giornata | Manfredonia | 3 – 1 | Acireale |  |

| 11 settembre 2005 3ª giornata | Chieti | 1 – 0 | Acireale |  |

| 18 settembre 2005 4ª giornata | Acireale | 1 – 1 | Sangiovannese |  |

| 25 settembre 2005 5ª giornata | Juve Stabia | 0 – 1 | Acireale |  |

| 2 ottobre 2005 6ª giornata | Acireale | 0 – 0 | Lucchese |  |

| 9 ottobre 2005 7ª giornata | Pistoiese | 0 – 1 | Acireale |  |

| 16 ottobre 2005 8ª giornata | Acireale | 0 – 0 | Gela |  |

| 23 ottobre 2005 9ª giornata | Torres | 1 – 1 | Acireale |  |

| 6 novembre 2005 10ª giornata | Acireale | 1 – 1 | Martina |  |

| 13 novembre 2005 11ª giornata | Acireale | 3 – 1 | Massese |  |

| 20 novembre 2005 12ª giornata | Foggia | 1 – 1 | Acireale |  |

| 27 novembre 2005 13ª giornata | Acireale | 0 – 0 | Pisa |  |

| 2 dicembre 2005 14ª giornata | Lanciano | 1 – 1 | Acireale |  |

| 11 dicembre 2005 15ª giornata | Acireale | 2 – 2 | Frosinone |  |

| 15 dicembre 2005 16ª giornata | Perugia | 2 – 1 | Acireale |  |

| 21 dicembre 2005 17ª giornata | Acireale | 1 – 0 | Grosseto |  |

#### Girone di ritorno
| 8 gennaio 2006 18ª giornata | Napoli | 1 – 0 | Acireale |  |

| 13 gennaio 2006 19ª giornata | Acireale | 2 – 3 | Manfredonia |  |

| 22 gennaio 2006 20ª giornata | Acireale | 1 – 0 | Chieti |  |

| 29 gennaio 2006 21ª giornata | Sangiovannese | 2 – 1 | Acireale |  |

| 5 febbraio 2006 22ª giornata | Acireale | 0 – 0 | Juve Stabia |  |

| 17 febbraio 2006 23ª giornata | Lucchese | 2 – 1 | Acireale |  |

| 24 febbraio 2006 24ª giornata | Acireale | 0 – 0 | Pistoiese |  |

| 5 marzo 2006 25ª giornata | Gela | 0 – 0 | Acireale |  |

| 12 marzo 2006 26ª giornata | Acireale | 1 – 1 | Torres |  |

| 19 marzo 2006 27ª giornata | Martina | 2 – 1 | Acireale |  |

| 26 marzo 2006 28ª giornata | Massese | 0 – 1 | Acireale |  |

| 2 aprile 2006 29ª giornata | Acireale | 0 – 0 | Foggia |  |

| 9 aprile 2006 30ª giornata | Pisa | 1 – 2 | Acireale |  |

| 15 aprile 2006 31ª giornata | Acireale | 0 – 0 | Lanciano |  |

| 23 aprile 2006 32ª giornata | Frosinone | 0 – 1 | Acireale |  |

| 30 aprile 2006 33ª giornata | Acireale | 2 – 3 | Perugia |  |

| 7 maggio 2006 34ª giornata | Grosseto | 3 – 1 | Acireale |  |